# Marin Krističević
Marin Krističević (u. 1531.) je bio hrvatski renesansni pjesnik iz Dubrovnika.
Napisao je pjesmu Isteci, Danice, pogledaj s prozora. Zabilježen je u Zborniku Nikše Ranjine (Dubrovačkom kanconijeru), prvoj hrvatskoj antologiji.